# Jenny Boucek
Jenny Boucek, née le 20 décembre 1973 à Nashville (Tennessee), est une joueuse et entraîneuse américaine de basket-ball

## Joueuse
Née à Nashville (Tennessee), elle est formée de 1992 à 1996 aux Cavaliers de la Virginie qui remportent quatre fois le championnat de l'Atlantic Coast Conference et atteignent trois fois l'Elite Eight du tournoi final NCAA. Elle est deux fois dans la sélection académique GTE. Elle est diplômée en médecine du sport et management du sport
Elle participe à la saison inaugurale de la WNBA en 1997, pour les Rockers de Cleveland. Elle joue ensuite en Islande et est élue meilleure joueuse du championnat avec des moyennes de 23 points, 7 rebonds et 6 passes décisives. 
Elle se blesse avant le début de sa seconde saison avec les Rockers et met un terme à sa carrière pour se tourner vers le coaching.

## Entraîneuse
Jenny Boucek connait sa première expérience d'entraîneuse en tant qu'assistante aux Mystics de Washington en 1999, puis passe trois saisons comme assistante au Sol de Miami et toujours comme assistante d'Anne Donovan au Storm de Seattle de 2003 à 2005. Durant cette période, le Storm remporte le titre WNBA en 2004. Elle est nommée entraîneuse principale de Monarchs de Sacramento alors propriété des frères Maloof en novembre 2006 des saisons 2007 à 2009 pour un bilan de 40 victoires pour 41 défaites. Elle est relevée de ses fonctions le 12 juillet 2009 par le manager général John Whisenant après un début de saison difficile de seulement 3 victoires en 13 matchs, bien que ce bilan doive être relativisé par les blessures de Ticha Penicheiro et DeMya Walker.
De 2010 à 2014, elle retrouve le Storm comme assistante de Brian Agler, dont elle est promue entraîneuse associée pour la saison 2014. Après le départ d'Agler pour les Sparks, elle est choisie par le Storm pour lui succéder comme entraîneuse principale.
Après la retraite de Lauren Jackson, Boucek se montre patiente avec l'arrière rookie Jewell Loyd qui est sortie du cinq de départ peu après le début de saison avant d'y faire son retour mi-saison et de réussir 10 points ou plus sur 11 des 15 derniers matches de saison régulière pour une moyenne annuelle 10,7 points et un titre de rookie de l'année. Le Storm manque les plays-offs mais récupère de nouveau le premier choix de la draft WNBA 2016 qui lui permet de sélectionner Breanna Stewart. Le Storm se qualifie alors en 2016 pour les play-offs pour la première fois depuis 2013. Le 10 août 2017, elle est démise de ses fonctions par la présidente du Storm Alisha Valavanis et remplacée par son assistant Gary Kloppenburg. Le Storm n'est alors que huitième sur douze de la ligue avec un bilan de 10 succès pour 16 revers dont une série de quatre défaites avant son éviction. Son bilan à Seattle est de 36 victoires pour 58 défaites. 
Quelques semaines plus tard, elle est engagée comme entraîneuse assistante chargée du développement des joueurs de l'équipe NBA des Kings de Sacramento dans le staff de David Joerger. En juillet 2018, elle est engagées comme assistante staff chargée des projets spéciaux aux Mavericks de Dallas sous la direction de Rick Carlisle.
En juillet 2021, Boucek est recrutée comme entraîneuse adjointe de Rick Carlisle aux Pacers de l'Indiana.

## Palmarès
- Championne WNBA 2004 et 2010 (entraîneuse assistante)[11]